# Haplinis exigua
Haplinis exigua är en spindelart som beskrevs av A. David Blest och Vink 2002. Haplinis exigua ingår i släktet Haplinis och familjen täckvävarspindlar. Inga underarter finns listade i Catalogue of Life.